# Norfolk, Massachusetts
Norfolk [ˈnɔːrfək] är en kommun (town) i Norfolk County i delstaten Massachusetts, USA. Vid 2020 års folkräkning hade kommunen 11 662 invånare.